# 입실초등학교
입실초등학교는 대한민국 경상북도 경주시 외동읍 입실리에 있는 공립 초등학교이다.

## 연혁
- 2020년 3월 1일 제35대 김동현 교장 부임
- 2020년 3월 1일 초등 14학급, 유치원 1학급 편성
- 2020년 2월 9일 제92회 졸업(총 10,354명)
- 1996년 3월 1일 입실초등학교로 개칭
- 1963년 6월 15일 모화국민학교 개교와 함께 분리 이관
- 1963년 3월 2일 괘릉국민학교 개교와 함께 분리 이관
- 1946년 4월 6일 입실국민학교 석계분교(현 : 석계초등학교) 개교
- 1941년 4월 1일 입실공립국민학교로 교명 변경
- 1938년 4월 1일 입실공립심상소학교로 교명 변경
- 1925년 4월 22일 입실공립보통학교로 개교
- 1924년 5월29 입실초등학교 설입

## 참고 자료
- 입실초등학교 - 한국교육학술정보원 학교알리미